# حجر بن عدی (مجموعه تلویزیونی)
حجر بن عدی یک مجموعه تلویزیونی به کارگردانی و نویسندگی تاجبخش فناییان و تهیه‌کنندگی امیرحسین شریفی می‌باشد که از شبکه‌های یک، آی‌فیلم و سحر پخش شد. این مجموعه در سال ۱۳۸۱ در ۱۲ قسمت ۵۰ دقیقه‌ای تهیه شد. کل بودجه این سریال ۳۷۰ میلیون تومان بود و طی چهارماه ساخته شد.

## خلاصه داستان
این مجموعه، داستان زندگی حجر را روایت می‌کند. داستان از سال پنجم هجری آغاز می‌شود و با بررسی مراحل مختلف زندگی حجر همچون مسلمان شدن وی، حضور در جنگهای نهروان، صفین، جمل، مخالفت او با تبلیغات معاویه علیه خاندان پیامبر و در نهایت کشته شدن او و جمعی از یارانش در سال ۵۱ هجری خاتمه می‌یابد.

## بازیگران
- محمدعلی کشاورز در نقش معاویه بن ابوسفیان
- حبیب دهقان‌نسب در نقش حجر بن عدی
- سیاوش طهمورث در نقش مغیره بن شعبه
- جمشید جهانزاده در نقش زیاد بن ابیه
- امیرحسین شریفی
- جلیل فرجاد
- افشین زارعی
- مهدی میامی
- لیدا جوادی
- انوشیروان ارجمند در نقش عمروعاص
- لیلا بوشهری